# 레그 프레스

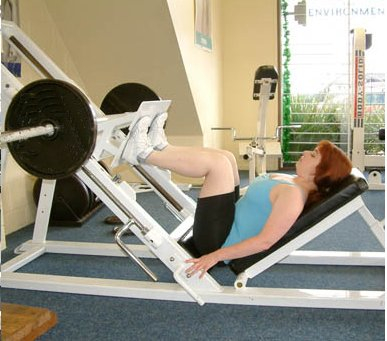

레그 프레스(영어: leg press)는 웨이트 트레이닝 종목 중 하나로, 이 운동을 수행하는데 사용되는 장치의 이름이기도 하다. 무릎 위의 하체, 정확히 대퇴사두근, 대둔근, 중둔근을 단련하기 위한 것이다. 잘못된 방법으로 수행했을 경우 무릎이 잘못 구부러져 심각한 부상을 입을 수 있으니 유의해야 한다.

## 같이 보기
- 운동 (활동)
- 운동생리학